# Miloš Vasić
Miloš Vasić est un rameur serbe né le 10 janvier 1991 à Loznica.

## Biographie
En juillet 2019, Vasić a épousé Sonja Petrović, la joueuse professionnelle de basket-ball internationale serbe.

## Palmarès

### Championnats d'Europe
- 2012 :  Médaille de bronze en Quatre de pointe à Varèse  Italie
- 2015 :  Médaille de bronze en Deux de pointe à Poznań  Pologne